# Instituto Acton
El Instituto Acton (en inglés Acton Institute) —nombre corto para Instituto para el Estudio de la Religión y la Libertad Acton— es una institución estadounidense de investigación y educación, o think tank, en Grand Rapids, Míchigan, (con una oficina en Roma) cuya misión declarada es «promover una sociedad libre y virtuosa caracterizada por la libertad individual y sostenida por principios religiosos». Su trabajo apoya la política económica de libre mercado enmarcada dentro de la moral cristiana. Se ha descrito al instituto alternativamente como derechista y libertario. El Instituto Acton también organiza seminarios «para educar a los líderes religiosos de todas las denominaciones, ejecutivos de empresas, empresarios, profesores universitarios e investigadores académicos en principios económicos».

## Historia
El Instituto Acton fue fundado en 1990 en Grand Rapids, Michigan por Robert A. Sirico y Kris Alan Mauren. Lleva el nombre del historiador, político y escritor inglés Lord Acton, que se asocia popularmente con el dicho «El poder tiende a corromper, y el poder absoluto corrompe absolutamente». Sirico y Mauren estaban preocupados de que muchas personas religiosas ignoraran las realidades económicas, y que muchos economistas y empresarios no estuvieran suficientemente fundamentados en los principios religiosos. Sirico explica el vínculo esencial entre economía y religión con referencia al homónimo del instituto:

Acton se dio cuenta de que la libertad económica es esencial para crear un entorno en el que la libertad religiosa pueda florecer. Pero también sabía que el mercado puede funcionar solo cuando las personas se comportan moralmente. Entonces, la fe y la libertad deben ir de la mano. Como él lo expresó, «La libertad es la condición que facilita el gobierno de la conciencia».

El lanzamiento en 1991 de la encíclica papal Centesimus annus impulsó al instituto en un momento crítico. El documento proporcionado, un año después de la fundación de Acton, estableció el apoyo al personalismo económico y la defensa del capitalismo del instituto. Robert Sirico dijo en ese momento que constituía una «reivindicación».
En 2002, el Instituto abrió una oficina en Roma, Istituto Acton, para llevar a cabo la misión de Acton en el extranjero. En 2004, el Instituto recibió el Premio a la Libertad de la Fundación Templeton «por su amplio trabajo de defensa moral del libre mercado». En 2012, el Programa Think Tanks y Sociedades Civiles de la Universidad de Pensilvania incluyó a Acton en su lista de los 50 mejores think tanks en los Estados Unidos.
En 2005, la revista de izquierda Mother Jones publicó una tabla que incluía al Instituto Acton en una lista de grupos que supuestamente habían recibido una donación ($ 155.000) de ExxonMobil. A partir de 2007, el Instituto había recibido fondos de la Fundación Earhart y la Fundación Bradley. Grand Rapids Press escribió en 2013 que gran parte de los fondos del Instituto Acton provienen de residentes del oeste de Michigan, incluidos John Kennedy, presidente y CEO de Autocam Corp., y el cofundador de Amway, Richard DeVos.

## Afiliaciones
El Instituto Acton es miembro de la State Policy Network, una red de think tanks orientados al libre mercado en los Estados Unidos.
El Instituto Acton ha creado una red de afiliaciones internacionales que incluyen el Centro Interdisciplinar de Ética e Economía Personalista, Brasil, el Europa Institut, Austria, el Institute for the Study of Human Dignity and Economic Freedom, Zambia y la Organización Instituto Acton Argentina.

## Investigaciones y publicaciones
Desde sus principios rectores y la investigación económica, el instituto publica libros, documentos y publicaciones periódicas, y mantiene un esfuerzo de divulgación en los medios.
- Revista de Mercados y Moralidad:

Revista revisada por pares que explora la intersección de la economía y la moral desde los puntos de vista científico y teológico. Publicado semestralmente.
- Monografías:

Tratamientos en profundidad de cuestiones políticas específicas y traducciones de trabajos académicos previamente inéditos en inglés.
- Proyecto de traducción de Abraham Kuyper:

En 2011, el instituto comenzó una colaboración con Kuyper College para traducir al inglés el trabajo de tres volúmenes Common Grace (De Gemene Gratie en neerlandés) del político, periodista y teólogo reformado Abraham Kuyper. El trabajo, escrito desde 1901-05 mientras era primer ministro de los Países Bajos, aborda el avance del marxismo y el libertarismo desde un punto de vista ecuménico cristiano como parte de un esfuerzo por construir una "teología pública constructiva" para el mundo occidental. El primer volumen de la traducción, Sabiduría y maravilla: gracia común en ciencia y arte, se dio a conocer en noviembre de 2011.
- Religión y libertad:

Publicación trimestral que cubre el interfuncionamiento de la libertad y la moral: contiene entrevistas, reseñas de libros, ensayos académicos, biografías breves de pensadores centrales y debates sobre temas importantes.
- La guía samaritana:

A lo largo de 2008, el instituto otorgó un Premio Samaritano anual a una "organización benéfica altamente exitosa y con fondos privados cuyo trabajo es directo, personal y responsable". La Guía Samaritana se produjo para alentar las donaciones caritativas efectivas mediante el establecimiento de un sistema de calificación para organizaciones benéficas consideradas para el Premio Samaritano.
- Notas de Acton:

El boletín bimestral del Instituto Acton; contiene informes de proyectos y actividades en el instituto.
- El Acton PowerBlog:

Desde abril de 2005, el instituto ha proporcionado una síntesis de religión y economía en su blog.

## Películas
Las películas producidas por el Instituto Acton incluyen The Call of the Entrepreneur (2007) y Poverty, Inc. (2014), que ganó un Premio Templeton Freedom 2014 de la Red Atlas. Poverty Inc. es parte de la iniciativa PovertyCure del Instituto Acton, que busca crear soluciones a la pobreza "trasladando los esfuerzos de la ayuda a la empresa y del paternalismo a las asociaciones".

## Personal
Además de Sirico, los eruditos notables asociados con el instituto incluyen a Anthony Bradley, Jordan Ballor, Stephen Grabill, Michael Matheson Miller, Marvin Olasky, Kevin Schmiesing, y Jonathan Witt. El director de investigación del instituto es Samuel Gregg, autor del galardonado libro The Commercial Society. Andreas Widmer es investigador en emprendimiento del departamento de investigación.
Los miembros actuales y anteriores de la junta directiva del instituto incluyen a Alejandro Chafuen, expresidente de la Red Atlas; Gaylen Byker, presidente emérito de Calvin College; Sean Fieler, Equinox Partners; Leslie Graves, presidenta del Instituto Lucy Burns; Frank Hanna III de Hanna Capital; y Robert Sirico, presidente del Instituto Acton.